# The Bad Touch
The Bad Touch är en låt av den amerikanska rockgruppen The Bloodhound Gang. Den är liksom de flesta av gruppens låtar komponerad av gruppmedlemen Jimmy Pop. Låten utgavs som singel i september 1999 och kom att bli en stor hit i Europa. Den finns med på albumet Hooray for Boobies.
Låtens musikvideo spelades flitigt i olika musikkanaler. I videon befinner sig gruppmedlemmarna i Paris, iförda apkostymer, där de kidnappar flera personer, baserade på franska stereotyper.

## Listplaceringar
| Lista (1999–2000) | Position |
| ----------------- | -------- |
| Australien        | 5        |
| Danmark           | 1        |
| Finland           | 8        |
| Frankrike         | 21       |
| Irland            | 1        |
| Island            | 4        |
| Italien           | 1        |
| Kanada            | 9        |
| Nederländerna     | 19       |
| Norge             | 1        |
| Nya Zeeland       | 4        |
| Spanien           | 1        |
| Storbritannien    | 4        |
| Sverige           | 1        |
| Tyskland          | 1        |
| USA               | 6        |
| Österrike         | 3        |